# 德费尔环形山
德费尔环形山（Doerfel）是位于月球背面南极附近的一座大撞击坑，约形成于38-32亿年前的晚雨海世，其名称取自德国天文学家格奥尔格·萨穆埃尔·德费尔（1643年-1688年），1985年被国际天文学联合会批准接受。

## 描述

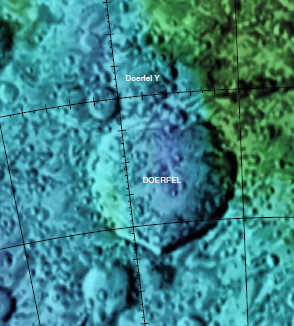
LAC-143 区域图

该陨坑约位于东北偏东较大的豪森环形山和西北更大的塞曼环形山中间，西侧毗邻阿廖欣环形山、北面坐落了匹兹伐环形山，而已磨损的波尔兹曼环形山则位于它的东南。该陨坑中心月面坐标为68°58′S 108°32′W / 68.97°S 108.53°W，直径68.63公里，深度约2.75公里。
德费尔环形山的坑壁仍保留有大部分原始形状，但受后期长时间的陨石轰击而逐惭磨损、钝化，其南侧略微外突，但北侧则有些嶙峋杂乱。环坑沿及周边布满了大量细小的撞击坑，尤其是西侧更为密集。它的坑壁最大高出周边地形1280米，内部容积约4158立方千米。坑底表面相对平坦，分布有许多细小的撞击坑，中心点附近有一座稍稍隆起的小山丘。
德费尔环形山以东是一片山区地形，原先曾称之为“德费尔山脉”，但该名称后来被国际天文学联合会取消。

## 卫星陨石坑
按惯例，最靠近德费尔环形山的卫星坑将在月图上以字母标注在它的中心点旁边。

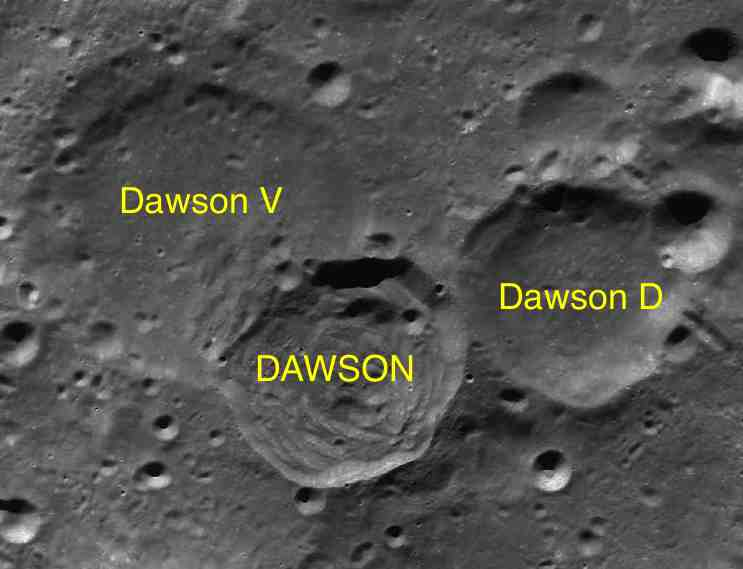
LAC-143 区域图

| 德费尔 | 纬度    | 经度     | 直径    |
| ------ | ------- | -------- | ------- |
| R      | 71.3° S | 119.4° W | 32 公里 |
| S      | 69.9° S | 119.6° W | 32 公里 |
| U      | 68.8° S | 117.2° W | 34 公里 |
| Y      | 67.8° S | 108.8° W | 68 公里 |

- 卫星坑“德费尔 S”约形成于晚雨海世[1]。

## 参引资料
1. 1 2 3 4 5  Lunar Impact Crater Database
2. ↑   (PDF).   [2017-04-22]. （原始内容存档 (PDF)于2021-02-11）.
3. ↑  .   [2017-04-22]. （原始内容存档于2022-04-23）.

## 另请参阅
- Andersson, L. E.; Whitaker, E. A. . NASA RP-1097. 1982.
- Blue, Jennifer. . USGS. July 25, 2007  [2007-08-05]. （原始内容存档于2013-02-13）.
- Bussey, B.; Spudis, P. . New York: Cambridge University Press. 2004. ISBN 978-0-521-81528-4.
- Cocks, Elijah E.; Cocks, Josiah C. . Tudor Publishers. 1995. ISBN 978-0-936389-27-1.
- McDowell, Jonathan. . Jonathan's Space Report. July 15, 2007  [2007-10-24]. （原始内容存档于2018-12-25）.
- Menzel, D. H.; Minnaert, M.; Levin, B.; Dollfus, A.; Bell, B. . Space Science Reviews. 1971, 12 (2): 136–186. Bibcode:1971SSRv...12..136M. doi:10.1007/BF00171763.
- Moore, Patrick. . Sterling Publishing Co. 2001. ISBN 978-0-304-35469-6.
- Price, Fred W. . Cambridge University Press. 1988. ISBN 978-0-521-33500-3.
- Rükl, Antonín. . Kalmbach Books. 1990. ISBN 978-0-913135-17-4.
- Webb, Rev. T. W.  6th revised. Dover. 1962. ISBN 978-0-486-20917-3.
- Whitaker, Ewen A. . Cambridge University Press. 1999. ISBN 978-0-521-62248-6.
- Wlasuk, Peter T. . Springer. 2000. ISBN 978-1-85233-193-1.